# いきなりあなたに恋している
『いきなりあなたに恋している』（いきなりあなたにこいしている）は、2011年7月29日に枕より発売された18禁のパソコンゲーム（アダルトゲーム）ソフトである。略称は「いき恋」。
当初は2011年5月27日の発売を予定していたが、2か月延期されて発売された。

## 概要
枕の3作目となる作品。ただし、一部のルートには既作品同様人間の善悪や倫理観を描写することが主眼のものも存在する。
舞台は前作『しゅぷれ〜むキャンディ 〜王道には王道たる理由があるんです!〜』の十数年後の同じ街という設定になっている。

## ストーリー
（出典：）
ある日、主人公・重耳が目を覚ますと、日本家屋だった自分の家がベルサイユ宮殿に変わっていた。唐突な出来事に重耳は驚くが、義妹の詠歌もメイドの紡も全く驚く気配を見せない。その上、クラスメイトの胤といとこの涼も勝手に家に住み始める。

## 登場人物
柳瀬 重耳（やなぎせ ちょうじ）
声：なし
主人公。歌木布袋（うたきほてい）学園の最上級生にして生徒会長。
生徒たちから絶大な人気を誇る品行方正な青年だが、実はそれは周囲が主人公に対して抱いた「誤解」が、本人の並々ならぬ努力によって実現されているだけの仮の姿である。実際は普通の学生であり、歳相応に性的なことにも興味を持つ。周囲に祭り上げられたにもかかわらず真面目に生徒会長の職務を果たし、常に周囲に気を配る好青年であるため、周囲の評価もあながち間違っているわけではない。しかし何かと気苦労は絶えないため、いつも涼や詠歌、紡から変態扱いされている（変態扱いされることで「優等生」の仮面をかぶる必要がなくなるため）。
かつては「野獣」とも呼ばれたほど乱暴な性格で、天性の武術の才もあって幼少期ですでに不良さえ叩きのめすほどの強さを誇った。だが涼の祖父に打ち負かされ、強さのなんたるかを教え込まれたことで改心、自らの力を御することを覚えさらに湯川の家で武術を学び、一層の強さを身につけている。多少血の気は多かったものの人並み程度に優しさは持ち合わせており、ケンカの理由も詠歌を泣かせた仕返しなどであり胤を救ったのもこの時期である。血の気の多さが湯川家での鍛錬で抑えられたことで、紳士的な青年に育ったといえる。
湯川 涼（ゆかわ りょう）
声：楠鈴音
重耳の従姉で幼馴染。歌木布袋学園生徒会の副会長を務めており、クールな性格ながら重耳以外には優しい。
学園では優等生として通っているが、重耳にとっては毒舌ばかりのドSの女王。何かにつけて重耳を蔑んでゴキブリ扱いするが、その実、重耳を陰で支える良き理解者である。家柄の関係上、呪いや祈祷に関する知識がある一方、機械については疎い部分があるようで、カメラに写されると魂を抜かれるという話を信じていたりする。共通ルート終盤で家庭の事情により休学し、故郷の村へ戻ってしまう。
湯川家は涼の故郷において柳瀬家（と、もう一つの家）とともに「御三家」と呼ばれる古い家系で、「かなめ石」と「かなめ石の守護」の役割を担っていた（「かなめ石の守護」は元々柳瀬家の役目だったが重耳の両親が駆け落ちしたため湯川家が引き継いだ）。そのため、涼は厳しい教えと鍛錬のもとに育てられ、その反動かややキツめの性格に育ってしまった。その頃に重耳と出会い、乱暴で（涼からすれば）大して強くない彼とは反目しあっていたが、みるみる強くなっていく重耳と彼の優しさを知り、ある事件で重耳が死にかけたことで、互いに助け合う関係になった。また、涼の祖父により重耳と許婚の関係になっていたが、その祖父の死去により関係は解消している。
柳瀬 詠歌（やなぎせ えいか）
声：小倉結衣
重耳の義妹（重耳の父の再婚相手の連れ子）。歌木布袋学園の隣の校舎に通っており、来春進学予定。
兄同様表向きは品行方正かつ模範的存在。家では情け容赦なく重耳に毒を吐くものの、一方で異性として彼に抱いてしまった秘めた恋心を抑えることに必死になるあまり、何かと兄の言動を恣意的に曲解し変態に仕立てあげ罵倒する。それゆえ、昔から「家族である」ために努力を欠かさなかったが、両親が行方不明であることもあって悶々とした日々を過ごしている。ルートによっては重耳の父と詠歌の母が血縁上の兄妹であることが判明し、重耳とは従兄妹であり義理の兄妹であり実の兄妹でもあるという不思議な関係にあると知ることになる。
鬼ヶ瀬 胤（おにがせ たね）
声：如月葵
重耳の同級生で幼馴染の少女。赤い髪の毛が特徴。腕の一振りだけで家を破壊しかねない威力の衝撃波を放つ能力の持ち主。
どことなく抜けているところがあるため、重耳が助けようとしては空回りすることになる。生徒たちには不良と誤解され恐れられているが、実際は心優しく純情で重耳に一途な想いを抱いている。実家ではお嬢様であるため、一通りの礼儀作法は染みついている。
本名は「三条院（さんじょういん）胤」。昔は弱気でハーフ特有の髪の色を男子にからかわれ、いじめられていた。しかし、当時「野獣」と恐れられていた重耳に助けられ、彼から武術や男言葉を学んだことでいじめを克服し、重耳に想いを寄せるようになる。だが重耳は故郷の村へ引っ越してしまうことになり、寂しがる胤に重耳が自らの二つ名「鬼ヶ瀬（鬼の柳瀬）」を贈り、以降これを名乗っている。
養老 紡（ようろう つむぐ）
声：かわしまりの
柳瀬家のメイド。本職は重耳たちの通う学園の校務員。本人いわく「借金の方として売られてきた」ことから、柳瀬家で住み込みとしても働くことになった。
掃除、洗濯、炊事のエキスパートであり、柳瀬家の家事全般を担当する、自称「重耳様専属のメイド｣。重耳の命令には従うものの、涼や詠歌とともに重耳をからかうのがもっぱらである。彼女もまた重耳に心惹かれており、部屋のエロ本を一掃する一方、毎晩零時に「特急紡便」と称して自らの写真を送り付けたり、自らの写真らしきものを載せた抱き枕を眠っている重耳の布団にもぐりこませたりしている。ことあるごとに重耳を変態扱いしていじるが、構ってもらえないと拗ねてしまう。常に携帯している竹箒は、実は長身の仕込み銃である。
もとは歌木布袋学園の学生だったが、金銭的な事情から退学を余儀なくされた。用務員として働く傍ら、廊下から授業を盗み聞きして勉強している苦労人。
恋桜 可憐（こいざくら かれん）
声：野神奈々
重耳たちが通う歌木布袋学園の教師。実年齢よりも幼い出で立ちをしているが、何かとシモの話をするため、重耳に突っ込まれている。独身。職場の関係上、紡とは仲が良い。
不良A、B
胤を「姉御」と呼び慕う不良2人組。どこからどう見ても不良だが決して暴力を振るわない、本人たち曰く「新しいスタイルの」不良で、生徒会室に遊びに来ては重耳や涼にいじられている。外見こそよくはないが、重耳のために頑張る胤を応援する気のいい連中。

## スタッフ
- 原画[2] - karory、梱枝りこ
- シナリオ[2] - 藤倉絢一[1]、柚子璃刃、すかぢ

## 主題歌
OPテーマ 「iを解きなさい」
歌詞：すかぢ(SCA自) / 作曲・編曲：松本文紀(szak)/ 歌：はな
湯川涼ルート EDテーマ 「Eiの方程式の特殊解」
歌詞：すかぢ(SCA自) / 作曲・編曲：松本文紀(szak)/ 歌：はな
柳瀬詠歌ルート EDテーマ 「冬の空の帰り道」
歌詞：すかぢ(SCA自) / 作曲・編曲：松本文紀(szak)/ 歌：はな
鬼ヶ瀬胤ルート EDテーマ 「からだじゅう花になって」
歌詞：藤倉絢一 / 作曲・編曲：松本文紀(szak)/ 歌：はな
養老紡ルート EDテーマ 「X'masがくれた勇気」
歌詞：柚子璃刃/ 作曲・編曲：松本文紀(szak)/ 歌：はな